# Gabi Molitor
Gabi Molitor, eigentlich Helga Gabriele Molitor (* 1. April 1962 in Köln), ist eine deutsche Politikerin (FDP) und war von 2009 bis 2013 Mitglied des Deutschen Bundestages.

## Leben

### Ausbildung und Beruf
Ein Studium der Publizistik und Kommunikationswissenschaft in Münster beendete Molitor 1988 mit dem Magister Artium. Sie arbeitete von 1989 bis 1998 in verschiedenen Positionen als Pressereferentin für die FDP, zuletzt im Bundestagsbüro des Bundesministers für Wirtschaft Helmut Haussmann. Seit 1998 ist sie als freiberufliche Journalistin tätig und führt eine PR-Agentur. Seit Mai 2015 ist sie Leiterin der Kommunikation an der Universität Witten/Herdecke.

### Partei
Molitor ist Vorsitzende des Landesfachausschusses der FDP-NRW für Kinder, Jugend, Familie und Integration. Sie ist Beisitzerin im Landesvorstand der FDP-NRW sowie als Schriftführerin Mitglied im Vorstand der FDP Bezirk Köln-Bonn. Im Kreisverband Rhein-Erft ist sie stellvertretende Vorsitzende.

### Abgeordnete
2005 kandidierte Molitor das erste Mal für den Deutschen Bundestag.
Bei der Bundestagswahl 2009 erreichte sie mit 11,9 % im Bundestagswahlkreis Euskirchen – Erftkreis II (Wahlkreis 93) über Platz 18 der Landesliste Nordrhein-Westfalen ihrer Partei ein Mandat im Deutschen Bundestag. Molitor war stellvertretende Vorsitzende im Ausschuss für Angelegenheiten der Europäischen Union, zudem ordentliches Mitglied im Ausschuss für Gesundheit und stellvertretendes Mitglied im Ausschuss für Arbeit und Soziales. Sie nahm für die FDP-Bundestagsfraktion die Rolle der Sprecherin für Menschen mit Behinderung wahr.
Bei den parteiübergreifenden Verhandlungen zur Neuregelung des Gesetzes zur Organspende im Frühjahr 2012 übernahm sie für die FDP-Bundestagsfraktion die Verhandlungsführung.
Als Vertreterin der FDP-Bundestagsfraktion war Molitor Mitglied im Programmausschuss von RTL Television. Dem Deutschen Bundestag der 18. Wahlperiode gehört sie nicht mehr an.

### Kommunalpolitik
Seit 2004 ist Molitor Stadtverordnete im Stadtrat von Erftstadt.

### Politische Positionen
- Organspende: Molitor sprach sich wiederholt dafür aus, die Freiwilligkeit bei einer postmortalen Organspende beizubehalten. Bei den Verhandlungen zur Neuregelung des Transplantationsgesetzes im Frühjahr 2012 trat sie Forderungen nach einer Widerspruchsregelung entgegen.[4][5]
- Präimplantationsdiagnostik (PID): Von den drei interfraktionellen Entwürfen über die Zulassung zur PID im Frühjahr 2012 unterstützte Molitor namentlich den weitestgehenden und letztlich vom Bundestag angenommenen Entwurf, welcher eine begrenzte Zulassung der PID vorsieht.[6]
- Inklusion: Molitor fordert neben einem Ausbau inklusiver Angebote im Bildungswesen und Arbeitsleben auch den Fortbestand von Förderschulen. Entscheidend sei das Kindeswohl. So seien so viele Kinder mit Behinderung wie möglich an Regelschulen zu unterrichten und das Angebot der Förderschulen auszubauen. Diesen Anspruch vertritt Molitor auch im Bereich Arbeit, wo neben Werkstätten und Ingrationsbetrieben der erste Arbeitsmarkt für Menschen mit Behinderung erschlossen werden müsse.[7]
- Europäischer Fiskalpakt: Molitor sprach sich für strikte Haushaltskonsolidierung und einer klareren Zielvereinbarung für die Europäische Union aus. Den Gesetzesentwürfen zur Umsetzung des Fiskalpaktes stimmte sie zu.[8]

### Mitgliedschaften
Molitor ist Mitglied der Euromediterranen Parlamentarischen Versammlung.

### Privates
Molitor ist evangelisch, verheiratet und hat zwei Kinder. Sie wohnt in Erftstadt.